# Stopień (muzyka)
Stopień - kolejny dźwięk skali lub gamy diatonicznej licząc od dźwięku centralnego, tzw. toniki (I stopień), w górę. Stopnie oznacza się cyframi rzymskimi, powtarzanymi odpowiednio w każdej oktawie.
Por.: gamy durowe, gamy molowe